# Blackwell (Oklahoma)
Pour les articles homonymes, voir Blackwell.
Blackwell est une ville du comté de Kay, dans l'Oklahoma, aux États-Unis. Elle comptait 7 092 habitants en 2010. Les origines de Blackwell remontent à 1893, lorsque les terres du Cherokee Outlet (en) sont ouvertes par l'État à la construction (voir Land Run of 1893 (en)) ; l'éponyme A. J. Blackwell fonde alors Blackwell. L'économie de la ville est essentiellement basée sur l'agriculture et le pétrole.